# Kaligading
Kaligading is een bestuurslaag in het regentschap Kendal van de provincie Midden-Java, Indonesië. Kaligading telt 3886 inwoners (volkstelling 2010).